# CryptoCompare
CryptoCompare.com (fostă cryptocoincomparsion.com) este un site web dedicat  criptomonedelor. Platforma oferă utilizatorilor un conținut ce se extinde de la informații referitoare la cursul de piață, secțiune de forum, până la posibilitatea de a deschide un portofel virtual. 

## Origini
Compania din spatele CryptoCompare, Crypto Coin Comparison LTD, a fost fondată în Marea Britanie în 2014 de englezul Charles Hayter și românul Vlad Cealicu. . Platforma a fost prezentată publicului la sfârșitul lunii iulie 2015. Compania operează de la sediul din Londra, dar CryptoCompare are de asemenea angajați în România, Portugalia, Germania și Ungaria. La sfârșitul lunii octombrie 2017, erau 330185 membri înregistrați. Conform testului Alexa, CryptoCompare a fost unul din cele mai populare site-uri într-un clasament alcătuit în anul 2017. 

## Conținut
Platforma CryptoCompare.com prezintă prețuri actuale, grafice și analize de piață ale schimburilor criptomonedelor la nivel mondial. În plus față de datele de piață, pot fi consultate articole analitice, precum și peste 1000 de active criptate, ghiduri și recenzii. Membrii pot interacționa cu ceilalți sau pot împărtăși experiențe despre produse și servicii în beneficiul altor utilizatori. Există, de asemenea, posibilitatea de a deschide un portofel virtual. Cu acesta, utilizatorii pot monitoriza criptomonedele și poziția lor pe diferite platforme de tranzacționare. 
Site-ul Web este construit în jurul serverelor front-end Umbraco cu integrare Redis și PostgreSQL, dar cele mai multe date provin de la serverele API folosind AngularJS. În 2017, a fost înființată o colaborare cu MVIS pentru transferurile de date în timp real.

## Indici de piață
- MVIS CryptoCompare Digital Assets 25 Index    (MVDA25)
- MVIS CryptoCompare Digital Assets 10 Index    (MVDA10)
- MVIS CryptoCompare Digital Assets 5 Index     (MVDA5)
- MVIS CryptoCompare Digital Assets 100 Index   (MVDA100)

CryptoCompare oferă o serie de indici de referință pentru piața de active digitale. Acești indici oferă acces instituțional la cele mai mari și mai lichide active digitale. Prețul este oferit de CryptoCompare dintr-o listă globală de peste 50 de burse de criptomonede. Indicele utilizează un mecanism special de stabilire a prețurilor bazat pe schimbul de lichidități pentru fiecare activ digital și este o reprezentare echitabilă a prețurilor la nivel global. 